# Maria Nikiforova
María Grigórivna Nikíforova frecuentemente llamada Marusia Nikíforova fue una partisana anarquista ucraniana (Aleksándrovsk (actual Zaporizhia), Ucrania, Imperio Ruso, 1885 – Sebastopol, Crimea, Sur de Rusia bajo Denikin, 1919), que desde muy joven se enroló como activista en grupos anarquistas locales. 

## Primeros años

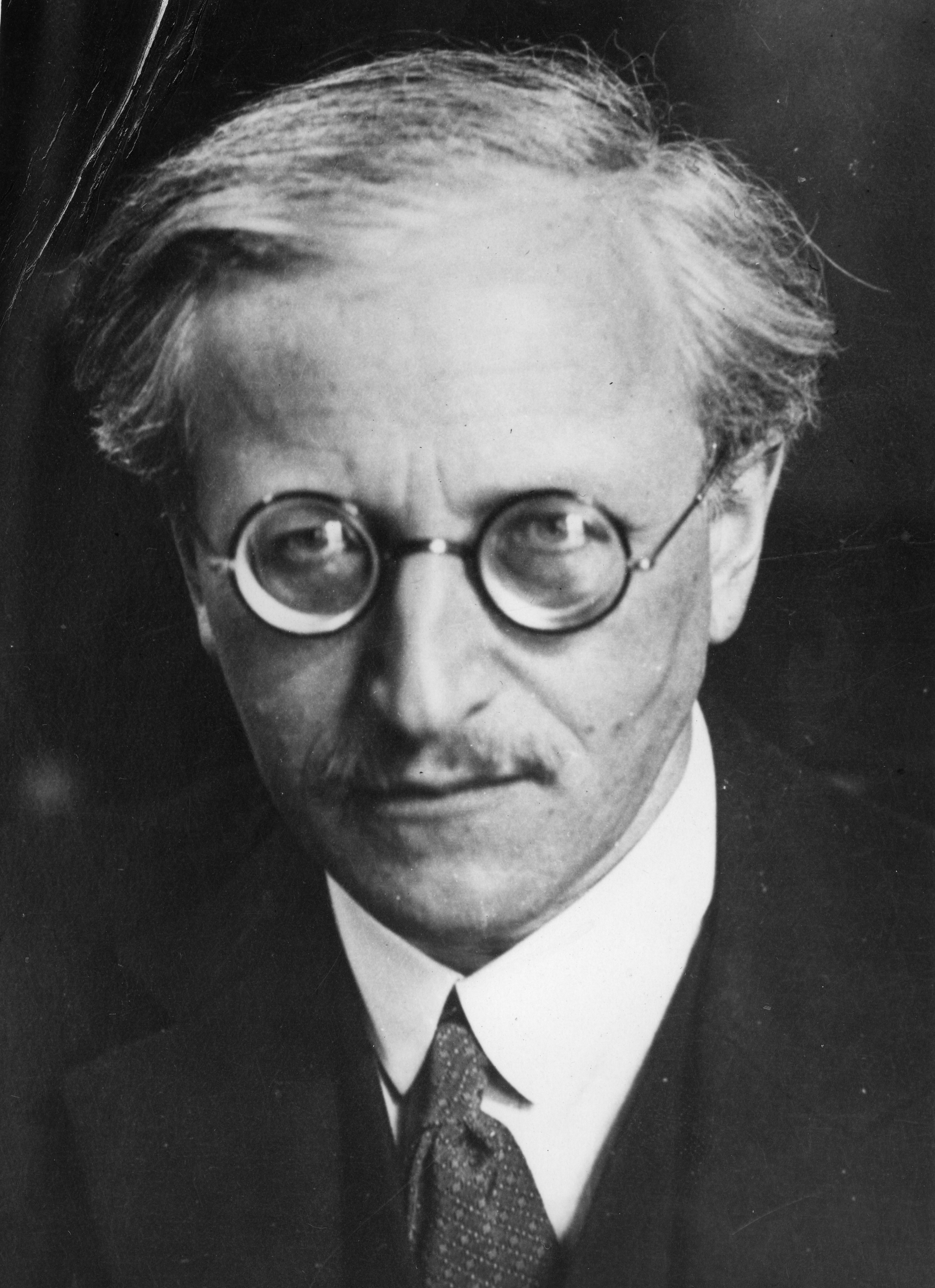
Vladímir Antónov-Ovséyenko

María nació en Aleksándrovsk (la actual Zaporizhia), Ucrania, en 1885. El padre de María era un oficial y un héroe de la Guerra Ruso-Turca (1877-1878). A los 16 años, María se fue de casa. Trabajó como enfermera y oficinista entre otros oficios, hasta que se unió al movimiento anarco-comunista cuando trabajaba de embotelladora en una destilería.
Según las acusaciones rusas, en 1905 empezó a participar en actos violentos, como expropiaciones y robos a bancos, y de ahí pasó a participar en actos terroristas, de los cuales las explosiones en una cafetería, en el vagón de primera clase de un tren cerca de Níkopol y en una mercería en Odesa son los actos más destacables hasta 1907. 
En 1907, en Jersón se vio envuelta en un enfrentamiento con la policía y María intentó suicidarse haciendo explotar una bomba junto a los policías, pero no hubo explosión. Fue detenida y acusada de una serie de actos de expropiación y cuatro asesinatos. 
Fue condenada a muerte, aunque posteriormente se conmutó la condena a cadena perpetua. 
Los primeros años de reclusión los pasó en la Fortaleza de San Pedro y San Pablo en San Petersburgo, hasta que en 1910 fue enviada a Siberia. Escapó de la cárcel y huyó a Japón, desde donde se trasladó a Estados Unidos, España, y finalmente a París. 
A partir de 1913, con 28 años, empieza a firmar como Marusia, nombre con el que desea que se refieran a ella. En París, se casó con un anarquista polaco llamado Witold Bzhosteka. 
Al estallar la I Guerra Mundial en 1914, al contrario que la mayoría de anarquistas rusos y ucranianos que estaban en contra del conflicto, adopta una fuerte postura antialemana, compartiendo posición con Piotr Kropotkin. Se involucra hasta el punto de que se enrola en el ejército francés y va a luchar al frente macedonio.

## Acercamiento a los bolcheviques
Al comenzar la Revolución Rusa,  María se desplazó a San Petersburgo donde organizó los congresos anarquistas de Kronstadt. 
Durante su estancia en Rusia, recibió la influencia de Apollón Karenin, un veterano anarquista que abogaba por una estrategia táctica de anarquismo soviético. Las tácticas de Karelin alentaban la participación anarquista en las instituciones soviéticas con el fin de dirigirlos, a largo plazo, hacia una agenda anarquista.
En el verano de 1917, regresó a su ciudad natal de Aleksándrovsk para organizar el Congreso de las Federaciones anarquistas de  junio de 1917. Durante ese mes la ciudad se vistió con los colores tradicionales anarquistas y comunistas.
Era una mujer de acción que dirigió la expropiación de un millón de rublos a Aleksandr Badovski, lo que le permitió  convertirse en la líder informal de la Federación Anarquista de Ucrania. 
Organizó los grupos de la Guardia Negra, que aterrorizaban a las autoridades locales y en particular a los oficiales del ejército y a la burguesía. El objetivo de Nikíforova era la destrucción completa del poder del Estado en la ciudad. 
Algunos anarquistas abogaron por una alianza con la estrategia de los bolcheviques para alcanzar los objetivos anarquistas. Marusia, en línea con los planteamientos de Néstor Majnó incluso en la ambivalencia ante los comunistas, no estaba de acuerdo en una unión con los bolcheviques, aunque se acabó comprometiendo a cooperar con ellos sólo en el contexto militar y rechazó completamente la cooperación política. 
Desde ese momento, la Guardia Negra ayudó a los bolcheviques a tomar el poder en las principales ciudades de Ucrania.

## La Guardia Negra
Cada Guardia Negro comía regularmente (a diferencia del Ejército Rojo, sobrado de efectivos mal nutridos y mal armados) y estaba bien equipado, con dos armas de fuego por cabeza. Se desplazaban en coches blindados, carros, caballos y carretas. Si era necesario, el propio tren servía como medio de transporte. 
No existía un uniforme propiamente dicho, aunque era casi un deber tener el pelo largo y llevar la ropa más diversa posible: chaquetas civiles, camisas campesinas, abrigos, etc. Eran muy característicos los gorros de piel de oveja, sobre todo entre los oficiales.
En diciembre de 1917, la Guardia Negra de Marusia ayudó a establecer el poder soviético en Járkov, Ekaterinoslavl (Dnepropetrovsk), Elisabetgrad (Kirovogrado) y Aleksándrovsk (Zaporizhia). Eso supuso constantes enfrentamientos armados contra los guardias blancos, las fuerzas de ocupación alemanas y los nacionalistas ucranianos.

## Conflictos con la autoridad soviética
En abril de 1918, Marusia recibió los agradecimientos de los bolcheviques por sus actividades revolucionarias. Vladímir Antónov-Ovséyenko, jefe de las fuerzas bolcheviques en el sur de Rusia, era un partidario de Marusia desde su primer encuentro en París y le ayudó tanto financiera como políticamente para que se estableciera en Rusia junto a su marido. 
No obstante, al poco tiempo fue juzgada por un tribunal bolchevique en Taganrog, en abril de 1918, en un juicio en el cual fue acusada de no cumplir las órdenes, aunque fue absuelta gracias a la intervención de Antónov-Ovséyenko y a numerosos testimonios a su favor.
En enero de 1919 fue juzgada por idéntico motivo en Moscú, y allí Marusia fue declarada culpable de desacreditar al gobierno soviético por desobedecer los consejos locales de la zona de operaciones. La condena fue muy peculiar: la inhabilitación para ocupar cargos de responsabilidad dentro de los seis meses siguientes a la fecha de la sentencia.

## Guerrillas en Crimea
De regreso a Ucrania, se dirigió a Guliái Pole que estaba bajo el control de los majnovistas. Para no tener problemas con los bolcheviques, Néstor Majnó decidió no restituirla el cargo de comandante general de la Guardia Negra, aunque dejó el cargo vacante para los siguientes seis meses.
Se desmarcó del Ejército Negro y los majnovistas y comenzó a desarrollar grupos terroristas, lo que debería ser la principal fuerza de la lucha anarquista. Estos grupos de células operaban en Crimea contra las fuerzas del Ejército Blanco.
Fue localizada el 16 de septiembre de 1919 por los servicios de contrainteligencia del Ejército Blanco en Sebastopol, capital de Crimea, y condenada a morir en la horca.